# Sham Binda
Sham Swamideuwanan Binda (14 oktober 1953 – 16 februari 2023) was een Surinaams ondernemer, bestuurder, politiek activist en politicus. Hij was directeur-eigenaar van een schoonheidsspeciaalzaak en exportbedrijf. Hij was tot 2007 ondervoorzitter van de Kamer van Koophandel en Fabrieken (KKF) en was van ongeveer 2007 tot 2020 voorzitter van Associatie van Kleine en Middelgrote Ondernemingen in Suriname (AKMOS). Daarnaast was hij een van de oprichters van het Burgercollectief. Tijdens de verkiezingen van 2020 werd hij als kandidaat voor de VHP gekozen in De Nationale Assemblée.

## Biografie
Aan het begin van zijn twintigers ging Binda naar Nederland voor een officiersopleiding in Breda. Terug in Suriname stond hij onder het bevel van Yngwe Elstak, met wie hij niet overweg kon. Na een onderlinge ruzie stapte hij uit het Surinaamse leger en werkte hierna een jaar in de cafetaria van zijn moeder. Daarna maakte hij met zijn spaargeld een reis door Brazilië. Daar kreeg hij het advies om op de terugweg kleding mee te nemen uit São Paulo waardoor hij met de verkoop in Suriname zijn reis terug kon verdienen. Dit lukte hem al binnen twee weken, waarmee hij de basis had gelegd voor de boetiek Sham's Fashion die uitgroeide tot de schoonheidsspeciaalzaak en het kappersgroothandelsbedrijf Jingles. Kort na de militaire coup van 1980 vertrok hij naar Miami waar hij de studies cosmetologie en trychologie (dermatologie van haarziektes) met succes afrondde.
Ondertussen was hij van 1991 tot 2007 betrokken bij de KKF, waaronder uiteindelijk als ondervoorzitter. Vanaf circa 2007 tot 2015 was hij voorzitter van de ondernemersassociatie AKMOS.
Binda groeide uit tot een groot criticus en activist tegen de regeringen van Bouterse. In september 2016 was hij een van de initiatiefnemers van het Burgercollectief, samen met groeperingen als Wij Zijn Moe(dig). Volgens Binda verergerde de situatie in Suriname met de dag. Het collectief wilde burgers een podium geven. Tijdens de verkiezingen van 2020 werd hij als kandidaat voor de VHP gekozen in DNA. Hij besloot hierop af te treden als voorzitter van AKMOS. Hij werd opgevolgd door Harry Soekhlal.
Aan het begin van de coronacrisis in Suriname was hij kritisch over de aanpak. "Het Covid-team is onzinnig bezig ... door op te leggen dat de bedrijven hun deuren dicht moeten houden, stevent het bedrijfsleven af op massaal faillissement," aldus Binda in juni 2020. In augustus 2020 liep hij het virus zelf op. Hij bracht enkele dagen in het ziekenhuis door en revalideerde daarna thuis. Hij prees het ziekenhuispersoneel dat in warme isolatiepakken het werk deed. Sindsdien was hij kritischer en bepleitte hij strengere coronamaatregelen. Een oproep van Siebrano Pique in januari 2021 om de straat op te gaan voor een protest noemde hij "onbedachtzaam".
Begin 2023 was hij geruime tijd ziek. Ondanks dat zijn ziekte niet ernstig ingeschat werd, overleed hij op 16 februari. Hij wordt herinnerd als een kritisch Assembléelid, zowel naar de coalitie als oppositie. Sham Binda is 69 jaar oud geworden.